# Marbo Number Two
Marbo Number Two är en klan i Liberia.   Den ligger i regionen Grand Gedeh County, i den östra delen av landet, 250 km öster om huvudstaden Monrovia.